# Classificació de documents
La classificació de documents o categorització de documents és un objecte d'estudi dins la biblioteconomia, la ciència de la informació i les ciències de la computació. El fet de classificar comprèn la distribució dels objectes de qualsevol gènere de classes. Quan classifiques documents es realitza una anàlisi del seu contingut i forma, situant la documentació en grups gràcies a un sistema de classificació amb aquests fins.

## Funció analítica
La classificació de documents ocupa un lloc primordial en l'activitat científica informativa (ACI), ja que la seva funció analítica en l'emmagatzematge i la posterior recuperació són bàsiques. Altres tasques com són la catalogació, la indexació, l'anotació i la confecció de ressenyes i resums conformen, juntament amb la classificació, el subsistema de processament analític sintètic en un sistema d'informació documentari (SID).

## Pot definir-se com
- Sistema de classes segons el qual es distribueixen els objectes de qualsevol gènere, sobre la base de trets diferencials que els són inherents; en aquest sistema cada classe ocupa un lloc determinat constant, amb relació a les altres classes.

- Art d'assignar als llibres un indret exacte en un sistema de classificació en el qual els diferents assumptes estan agrupats d'acord amb les seves semblances o amb les relacions d'un amb altres.

- L'essència de la classificació en la documentació és sistematitzar un complex de documents informatius i determinar el lloc de cada un d'ells dins d'aquest complex.

- La classificació és una operació logicoconceptual humana, que pot traduir-se en operacions concretes (físiques), consistent en la separació d'un conjunt original d'objectes qualsevol (idees o coses) en subconjunts, atenent a característiques o atributs semblants o diferents d'aquests objectes ; per tant la classificació és, en general, una operació que tendeix a separar i reagrupar.[2]

## Tipus de sistemes de classificació de documents
- Sistema enumeratiu: és aquell, en el qual estan previstes tots els seus índexs, així com les possibles conjuncions o interseccions entre els seus rúbricos.
- Sistema pre-coordinat: sistema de classificació en el qual els termes de classificació o encapçalaments de matèria poden estar compostos de diverses paraules, que juntes formen una unitat conceptual que no és possible dividir.
- Sistema pos-tcoordinat: sistema de classificació que gaudeix de l'avantatge de construir a voluntat la notació o enunciat d'assumptes més o menys complexos, al moment de la indexació (classificació) o de la recuperació d'informació; estant previstos els elements (signes o termes) i algunes regles de combinació.
- Sistema jeràrquic: sistema en el qual cada subclasse va precedida immediatament d'una sola classe. En aquest sistema les matèries es desenvolupen d'allò més general a allò més particular, del simple al complex.
- Sistema polifacètic: sistema hospitalari que posseeix taules de característiques o aspectes únics (facetes o categories) amb un sistema de signes que permeten la classificació multifacètica d'un document, és a dir, permet combinar les característiques d'un document dosificant d'una manera sintètica i profunda amb ajuda d'una fórmula facética.
- Sistema semifacétic: sistema que, sent enumeratiu i jeràrquic, permet una indexació multifacètica amb força profunditat, ja que posseeix tot un sistema de signes que permet combinar els termes de classificació, així com utilitzar una fórmula facética.

## Etapes o fases
1. L'anàlisi temàtic o conceptual (pla conceptual)
2. La traducció als termes controlats (pla verbal)
3. Selecció o construcció de la notació (pla notacional)
4. L'elecció de la classificació i l'establiment de polítiques locals de classificació
5. La familiarització amb l'especialitat, l'esquema i les pràctiques locals de classificació
6. La lectura del document
7. L'anàlisi de contingut
8. Selecció dels termes controlats (les classes)
9. La síntesi o connexió sintàctica
10. La generació de la signatura topogràfica

## Sistemes d'estructura jeràrquica
- Classificació Bibliogràfica de Bliss
- Classificació de la Biblioteca del Congrés de Washington
- Classificació Decimal Universal (CDU)
- Classificació decimal Dewey[3]

## Sistemes de classificació per facetes
- Classificació Ranganathan
- Classificació de Vickery

## Principals sistemes de classificació

### D'estructura jeràrquica
Les seves classes, i subclasses s'organitzen de forma arborescent, donant lloc una sèrie de divisions i subdivisions depenent unes de les altres. Es classifiquen en:

#### Expansives
Cutter (1837-1903).
Va dividir les matèries en grans grups que poden ampliar-se.
Va haver d'organitzar la Biblioteca de l'Ateneu de Boston que comptava amb 170,000 volums i es va valer de les lletres de l'alfabet llatí. És expansiva i té 7 escales o taules per a cada biblioteca des de 100 volums fins a 10 milions.
Es caracteritza per la idea de l'extensibilitat, els seus índexs es componen de lletres de l'alfabet llatí majúscules per a les classes i minúscules per a les divisions.
Se l'ha anomenat sistema expansiu pel desenvolupament progressiu de les seves 7 taules.
La 1ra. va ser publicada en 1891 i comprenia un petit conjunt de matèries sense cap divisió.
Les taules següents van adquirir major complexitat, ja que tenien una major quantitat de taules bàsiques i van incorporar nombroses subclasses i subdivisions. Una característica especial va ser el desenvolupament alfabètic de certs temes, mètode que va ser emprat posteriorment per la Biblioteca del Congrés de Washington.
La notació és breu i simple. Consisteix en un sistema de lletres majúscules per a les classes principals i de lletres minúscules per a les subdivisions.
Té un índex alfabètic acumulat que informa sobre les diverses notacions que cada matèria té en successives taules, fins a la sisena.
Bliss (1870-1955).
Organització del coneixement a les biblioteques.
Sistema de classificació documentària. Un sistema de classificació bibliogràfic.
Té com a base: la Classificació de les ciències que en la seva seqüència correspon a l'ordre del desenvolupament evolutiu del món.
1. Ciències físic - químiques.
2. Ciències sobre la naturalesa orgànica.
3. Ciències biològiques.
4. Ciències sobre l'home i la societat.

L'enfocament està donat en cada branca del coneixement, en cada classe.

#### Decimals
- Classificació Decimal de Dewey (CDD).

Estructurada en deu grans classes que es subdivideixen de deu en deu i que van del general a l'específic. La notació és numèrica i consta de taules principals, taules auxiliars, subdivisions generals i especials i signes de correspondència, a més dels índexs.
La CDD es basa en el principi de disciplina -es ordena per disciplines i no per matèries-, de jerarquia i de base decimal. És una classificació bibliotecària fonamentalment enumerativa, summament pràctica, fàcil i simple, que revisa constantment el seu esquema però sense canvis dràstics. S'empra en els països anglosaxons i va inspirar la CDU.
- Classificació decimal universal (CDU)

La CDU va néixer com a evolució de la DDC a l'Institut Internacional de Brussel·les, i va ser una de les conseqüències del projecte de gran fitxer universal d'Otlet i Lafontaine.
S'organitza en deu grans classes que es subdivideixen de deu en deu. Consta de taules principals, taules auxiliars i índex de matèries. La seva notació és numèrica, i segons el sistema, cada dígit afegit qualifica més detalladament la matèria. Els dígits s'agrupen de tres en tres i es poden complementar amb notacions alfabètiques per a casos específics. Existeixen a més subdivisions especials i auxiliars i s'utilitzen signes especials que serveixen per introduir determinats conceptes.
La CDU és potser el sistema de classificació més utilitzat. Propietat intel·lectual de la FID, aquesta s'encarrega de les seves revisions i posada a punt, la qual cosa li garanteix uniformitat. Les edicions de la CDU poden ser resumides, abreujades, mitges, completes i especials. El seu futur s'orienta cap a la creació d'un arxiu mestre llegible per ordinador i l'ús del tractament electrònic de dades per a la creació de taules mico o plurilingües i la seva aplicació a glossaris, tesaurus, vocabularis, bibliografies, etc.

### Dades bibliogràfiques
- Nom del país que publica el document.
- Classe de document.
- Número del document.
- Nombre i data de recepció de la sol·licitud.
- Nom de l'inventor.
- Nom del sol·licitant.
- Títol de la invenció.
- Símbol de la classificació assignat al document

El Sistema de Clasificación de Patentes es el resultado de un esfuerzo de cooperación internacional de las Oficinas de Propiedad Industrial de muchos países.
La Clasificación Internacional de Patentes se convirtió en un Sistema Universal administrado por una Organización Intergubernamental de ámbito mundial, la Organización Mundial de la Propiedad Intelectual (OMPI).

### Per facetes
Es basa en l'anàlisi de les possibilitats que hi ha dins de cada matèria.
- Classificació de Ranganathan.

Bibliotecari hindú, que ha fet aportacions a la teoria de la classificació i va crear un nou Sistema anomenat "Colon Classification", és a dir la Classificació dels dos punts.
- Característiques:

1. La signatura és el resultat de la combinació realitzada pel classificador dels diferents micros esquemes que posseeix el sistema.
2. La combinació d'aquests esquemes requereix l'ús de normes que es desenvolupen en el sistema.
3. Els seus temes són molt específics la qual cosa resulta molt pràctic quan es tracta de classificar treballs monogràfics.

Els signes que constitueixen el sistema són:
- 10 números aràbics
- 26 lletres majúscules de l'alfabet romà
- 24 lletres minúscules de l'alfabet romà (s'exclouen l'i i la o per evitar confusions)
- Algunes lletres gregues
- Signes de puntuació
- Fletxes

Aquests signes donen origen al llenguatge artificial del sistema (còlon language) on el zero, els signes de puntuació i les fletxes designen el paper de conjuncions, mentre que els altres signes actuen com a substantius. El sistema disposa a més de 3 divisions: geogràfica, lingüística i cronològica.